# Single numer jeden w roku 2020 (Węgry)
2020 – dwudziesty drugi rok, w którym było prowadzone zestawienie najlepiej sprzedających się singli na Węgrzech.

## Historia notowania
| Data publikacji | Utwór                              | Wykonawca                    | Źródło |
| --------------- | ---------------------------------- | ---------------------------- | ------ |
| 27 grudnia      | „Dance Monkey”                     | Tones and I                  | [ 2 ]  |
| 3 stycznia      | „Dance Monkey”                     | Tones and I                  | [ 3 ]  |
| 10 stycznia     | „Dance Monkey”                     | Tones and I                  | [ 4 ]  |
| 17 stycznia     | „Black Swan”                       | BTS                          | [ 5 ]  |
| 24 stycznia     | „Dance Monkey”                     | Tones and I                  | [ 6 ]  |
| 31 stycznia     | „Dance Monkey”                     | Tones and I                  | [ 7 ]  |
| 7 lutego        | „Dance Monkey”                     | Tones and I                  | [ 8 ]  |
| 14 lutego       | „No Time to Die”                   | Billie Eilish                | [ 9 ]  |
| 21 lutego       | „On”                               | BTS                          | [ 10 ] |
| 28 lutego       | „Stupid Love”                      | Lady Gaga                    | [ 11 ] |
| 6 marca         | „Mostantól”                        | Gergő Rácz x Reni Orsovai    | [ 12 ] |
| 13 marca        | „Sweet Night”                      | V                            | [ 13 ] |
| 20 marca        | „Roses”                            | Saint Jhn                    | [ 14 ] |
| 27 marca        | „Roses”                            | Saint Jhn                    | [ 15 ] |
| 3 kwietnia      | „Amikor feladnád”                  | Halott Pénz                  | [ 16 ] |
| 10 kwietnia     | „Roses”                            | Saint Jhn                    | [ 17 ] |
| 17 kwietnia     | „Roses”                            | Saint Jhn                    | [ 18 ] |
| 24 kwietnia     | „Roses”                            | Saint Jhn                    | [ 19 ] |
| 1 maja          | „Roses”                            | Saint Jhn                    | [ 20 ] |
| 8 maja          | „GOOBA”                            | 6ix9ine                      | [ 21 ] |
| 15 maja         | „Szüless meg újra”                 | Tankcsapda                   | [ 22 ] |
| 22 maja         | „Rain on Me”                       | Lady Gaga & Ariana Grande    | [ 23 ] |
| 29 maja         | „Breaking Me”                      | Topic feat. A7S              | [ 24 ] |
| 5 czerwca       | „Breaking Me”                      | Topic feat. A7S              | [ 25 ] |
| 12 czerwca      | „Ez annyira Te”                    | Tibi Kasza feat. Heni Dér    | [ 26 ] |
| 19 czerwca      | „Breaking Me”                      | Topic feat. A7S              | [ 27 ] |
| 26 czerwca      | „Moon”                             | BTS                          | [ 28 ] |
| 3 lipca         | „Háborgó mélység 2”                | Lotfi Begi x Burai           | [ 29 ] |
| 10 lipca        | „Your Eyes Tell”                   | BTS                          | [ 30 ] |
| 17 lipca        | „Breaking Me”                      | Topic feat. A7S              | [ 31 ] |
| 24 lipca        | „Háborgó mélység 2”                | Lotfi Begi x Burai           | [ 32 ] |
| 31 lipca        | „A csúcson túl”                    | Majka & Curtis & Nika        | [ 33 ] |
| 7 sierpnia      | „How You Like That”                | Blackpink                    | [ 34 ] |
| 14 sierpnia     | „A csúcson túl”                    | Majka & Curtis & Nika        | [ 35 ] |
| 21 sierpnia     | „Dynamite”                         | BTS                          | [ 36 ] |
| 28 sierpnia     | „Dynamite”                         | BTS                          | [ 37 ] |
| 4 września      | „Breaking Me”                      | Topic feat. A7S              | [ 38 ] |
| 11 września     | „Breaking Me”                      | Topic feat. A7S              | [ 39 ] |
| 18 września     | „Dynamite”                         | BTS                          | [ 40 ] |
| 25 września     | „Jerusalema”                       | Master KG feat. Nomcebo      | [ 41 ] |
| 2 października  | „Savage Love (Laxed – Siren Beat)” | Jawsh 685 & Jason Derulo     | [ 42 ] |
| 9 października  | „Some Say”                         | Nea                          | [ 43 ] |
| 16 października | „Lonely”                           | Justin Bieber & Benny Blanco | [ 44 ] |
| 23 października | „Positions”                        | Ariana Grande                | [ 45 ] |
| 30 października | „Jerusalema”                       | Master KG feat. Nomcebo      | [ 46 ] |
| 6 listopada     | „Évszakok”                         | DR BRS x Olivér Berkes       | [ 47 ] |
| 13 listopada    | „Évszakok”                         | DR BRS x Olivér Berkes       | [ 48 ] |
| 20 listopada    | „Life Goes On”                     | BTS                          | [ 49 ] |
| 27 listopada    | „A csönd éve”                      | Fecó Balázs                  | [ 50 ] |
| 4 grudnia       | „Christmas Lights”                 | Coldplay                     | [ 51 ] |
| 11 grudnia      | „Christmas Lights”                 | Coldplay                     | [ 52 ] |
| 18 grudnia      | „All I Want for Christmas Is You”  | Mariah Carey                 | [ 53 ] |
| 25 grudnia      | „The Business”                     | Tiësto                       | [ 54 ] |